# Amerimanga
L'amerimanga (アメリマンガ), anomenat tècnicament Original English-language manga o OEL manga, és un estil d'historieta que intenta conciliar el manga japonès i l'estil d'historieta d'artistes americans, europeus o asiàtics fora del triangle Xina-Japó-Corea, en particular Japó. L'amerimanga sol usar un estil artístic caracteritzat pel disseny de personatges amb ulls grans, cabells exagerats i altres aspectes de les fisonomies que es troben en el manga japonès tradicinal.

## Discussió sobre el terme
Amerimanga és el terme més antic per referir-se a aquests treballs, però altres termes són usats en l'actualitat, a causa que el terme, que és original dels Estats Units, s'ha expandit mitjançant l'increment en el nombre de sèries que apareixen influenciades pel manga japonès, però que són creades per a un públic de parla anglesa. Els termes "Western manga" (manga occidental) o "world manga" (manga mundial), tant com "pseudo-manga" o "emulation manga" (manga d'emulació) són escoltats ocasionalment com noms substituts, però el terme "OEL manga" o "Original English Language manga" (manga fet originalment en llengua anglesa), són més usats comunament i defensats per alguns autors, que no volen diferenciar el seu treball més que per la llengua.
No obstant això, el «OEL Manga» també ha rebut crítiques d'alguns sectors. Segons alguns otakus occidentals, el terme és una contradicció, ja que «manga», sent una paraula japonesa, significa de manera intrínseca que la historieta és publicada al Japó. hi ha hagut intents de trobar termes més adequats per al nombre creixent de publicacions de manga creades per autors no japonesos. Algunes d'aquestes persones es refereixen a l' Amerimanga com manga-influenced còmics («historietes influenciades pel manga»; usualment abreujat MIC) com una forma de diferenciar el terme manga dels treballs realitzats fora del Japó, encara que molts artistes japonesos reconeixen el treball fet en occident com manga. Per exemple Megatokyo, programat pel gegant del manga Kodansha, segueix sent considerat com un "còmic influenciat pel manga".

## Estil
L'amerimanga comunament utilitza un estil artístic que es caracteritza pels grans ulls, els cabells exagerats, els tipus de cossos, i altres aspectes trobats en el manga japonès tradicional. No obstant això, és important aclarir que el terme no s'associa necessàriament amb cap estil artístic sinó que és una barreja de dues formes d'expressió artística amb diferents orígens.

## Història del terme
Ja en 1993, Viz Media, de propietat japonesa, va publicar una línia de manga nord-americà. Es redueix a "Amerimanga", i es creu que és el primer nom col·loquial per a aquest tipus d'obres. Altres variacions de l' OEL manga, com el manga occidental, el manga mundial, el manga global, els còmics influïts pel manga, el neo-manga i el nissei comi poden ser escoltats ocasionalment com a noms substitutius, però el terme manga OEL és el més utilitzat avui en dia. L'OEL manga es va anar fent més àmpliament utilitzat, fins i tot de manera incorrecta, perquè era un terme global més inclusiu que incloïa obres produïdes per tots els parlants d'anglès que comprenien obres procedents de països com Canadà, Austràlia i el Regne Unit, així com a la Estats Units. Carlo Santos, columnista de la Xarxa de Notícies d'Anime, va fer el primer ús registrat del terme el 28 d'abril de 2005 al seu blog personal, i altres van començar a utilitzar-lo en fòrums i van difondre la popularitat de la frase. A l'octubre de 2005, la revista editorial Weekly Publishers també feia ús del terme, però els editors de manga encara no l'han utilitzat en anuncis oficials o comunicats de premsa.
No obstant això, la paraula original del préstec principal, manga, és encara utilitzada per editors com Tokyopop, Harper Collins i diverses petites impremtes com a terme general per a totes les seves novel·les gràfiques vinculades, sense fer referència a l'origen o la ubicació dels seus creadors. La importància de la paraula, però, ha mutat fora del Japó com a referència als còmics publicats originalment al Japó, independentment de l'estil o de la llengua. El diccionari de Merriam-Webster defineix la paraula manga que significa "un còmic japonès o una novel·la gràfica", que reflecteix el canvi del significat que aquesta paraula havia utilitzat prèviament fora del Japó.
El lloc de notícies Anime i Manga Anime News Network utilitza actualment el terme "manga mundial", encunyat per Jason DeAngelis de Seven Seas Entertainment, per descriure aquestes obres a la seva columna titulada Right-Turn Only. Al maig de 2006, Tokyopop va canviar oficialment el nom de la seva línia de manga no japonesa a "manga global", considerant-ho un terme més respectuós i precís que Amerimanga amb les seves connotacions negatives de semblar d'una qualitat inferior en comparació amb el manga japonès; no obstant això, els propis llibres de Tokyopop, siguin procedents del Japó, Corea o algun altre país, diuen que hi ha manga i estan inclosos a la secció de mangues de les principals cadenes de llibreries, com Borders o Barnes & Noble juntament amb el manga japonès, el manhwa coreà, el manhua xinès, el manga francès (manfra) i les novel·les gràfiques americanes de dimensions i dimensions similars. S'entén, però, que el manga no actua com a préstec quan s'utilitza en la llengua japonesa original i, per tant, només pren el seu significat original, simplement, de còmics.

## Companyies

### Studio Ironcat
Poc abans del seu tancament, l'editorial nord-americana de manga Studio Ironcat va publicar una sèrie de revistes anomenada AmeriManga entre 2002–2003. Alguns dels títols de l'antologia van ser moguts a altres publicacions en altres formats per altres companyies, les més notables, Dark Horse Comics, CMX Màniga i TOKYOPOP.
Altres revistes d'amerimanga continuen publicant avui en dia, incloent els títols SakuraPakk, RumblePakk d'EigoManga; Mangatron de Purrsia Press; Mangazine i Shōjo. Altres revistes fora dels Estats Units del mateix tipus inclouen les revistes britàniques MangaMover i Sweatdrop, les australianes Kiseki, Xuan Xuan i Oztaku, i la canadenca Kitsune.

### Tokyopop
Tokyopop era el primer editor mundial de còmics inspirats en el manga escrit en llengua anglesa, i solia publicar més de dues dotzenes de títols. Des de 2002 a 2011, la companyia va promoure activament nous escriptors a través de la seva popular competició i col·lecció "Rising Stars of Manga". Diversos guanyadors de la competició van publicar els seus propis llibres sota la marca Tokyopop.
En un acord de 2006 amb HarperCollins, la companyia va anunciar l'expansió de la seva distribució i nous projectes d'adaptació basats en novel·les en prosa nord-americanes. Va ser indicat que Tokyopop planeja produir més de 100 còmics nous durant els següents dos anys, però els problemes no van deixar d'aparèixer. Els llibres de Meg Cabot serien els primers a adaptar-se al format de manga, juntament amb la sèrie de novel·les Warriors d'Erin Hunter. La primera línia del manga OEL de Tokyopop-HarperCollins va ser llançada el 2007.
Tokyopop ha publicat diverses sèries basades en jocs, pel·lícules i personatges nord-americans, com ara Warcraft, la sèrie de videojocs Kingdom Hearts i les pel·lícules de Jim Henson. Van llançar el primer volum d 'una sèrie basada en el videojoc' Hellgate: London a l'abril de 2008.

### Kodansha
Kodansha és un dels editors més grans del Japó. A través de concursos internacionals de manga celebrats cada dos anys, la companyia busca talent fora del Japó. Segons Eijiro Shimada, editor en cap de Morning Two i redactor en cap adjunt de Morning, alguns lectors del Japó busquen interès en el manga produït a altres parts del món.
Al maig de 2004, Kodansha va formar una associació amb Del Rey Books anomenada Del Rey Manga per publicar molts dels seus llibres en anglès als Estats Units. Alguns dels títols més populars publicats per Del Rey Manga inclouen Negima! Magister Negi Magi de Ken Akamatsu i Tsubasa: Reservoir Chronicle de Clamp.

### Seven Seas Entertainment
Seven Seas Entertainment ha publicat molts webcomics de manga i manga inspirats en l'idioma anglès original, com ara Amazing Agent Luna, Aoi House i Hollow Fields.

### eigoMANGA
eigoMANGA publica dues antologies de còmic OEL manga originals en anglès i diverses sèries de novel·les gràfiques. Sakura Pakk és una novel·la gràfica basada en antologia de shōjo, mentre que Rumble Pak és la seva sèrie de llibres de còmics basada en shōnen. eigoMANGA significa "English Comics" en japonès i es comercialitza com a editors de manga OEL.

### Antarctic Press
Antarctic Press més notòriament publica els còmics extremadament llargs Gold Digger i Ninja High School, amb una inspiració intensa en el manga en termes d'art, alta velocitat d'acció i narrativa amb humor, però també allotja treballs més nous com Neotopia. Aquests es recullen constantment en format de butxaca. Quan els còmics originals van aparèixer en color, Antarctic Press també publica també el manga recol·lectat en color.

## Exemples d'obres d'amerimanga
- Transformers: More than Meets the Eye
- Ninja High School
- Twilight X
- Megatokyo
- Mangaverse
- Gold Digger
- Death: At Death’s Door
- Dirty Pair
- Speed Racer
- Patsy Walker, A.K.A. Hellcat